# Kozjak (sjö)
Kozjak är en sjö i Kroatien.   Den ligger i länet Lika, i den centrala delen av landet, 110 km söder om huvudstaden Zagreb. Kozjak ligger 539 meter över havet. Arean är 0,58 kvadratkilometer. I omgivningarna runt Kozjak växer i huvudsak lövfällande lövskog. Den sträcker sig 1,9 kilometer i nord-sydlig riktning, och 1,5 kilometer i öst-västlig riktning.
Följande samhällen ligger vid Kozjak:
- Jezerce (4 668 invånare)